# Adolf-Bernhard Marx
Adolf-Bernhard Marx (Halle, 15 de març de 1795 – 17 de maig de 1866) fou un musicograf, teòric, compositor i crític musical alemany.
Estudià Dret, i després d'haver-lo exercit durant algun temps s'establí a Berlín per dedicar-se a la música. El 1824 fundà la Berliner allgemeine musikalische Zeitung, que redactà fins al 1832; també col·laborà en la Cecília i en el Universal lexikon der Tonkunst. El 1830 fou nomenat professor de música de la Universitat de Berlín, on va tenir entre altres alumnes a Julius Reubke, Carl Martin Reinthaler, Flodoardo Geyer (1811-1872), Ludwig Meinardus (1827-1896) i poc després director d'aquesta, feina que conservà fins a la seva mort. El 1855 deixà la direcció del conservatori fundat per ell en unió a Kullak i de Stern i des d'aleshores va dedicar-se a l'ensenyança particular.
La seva celebritat va créixer amb l'aparició de la seva obra Die Lehre von der musikalischen Komposition (4 volums, Leipzig, 1837-1847), de la que se'n feren múltiples edicions (t. I, II, i IV reformats per Hugo Riemann, 1887-1890). El seu mètode d'ensenyança musical fou indicat ja per ell a Die alte Musiklehre in Streit mit unsrer Zeit (Leipzig, 1841), que promogué una violenta hostilitat.
Marx també va escriure:
- Die Allgemeine Musiklehre (Leipzig, 1839. 10a edició 1884),
- Ludw von Beethovens Leben und Schaffen (Berlín, 1859, 5a edició de Behncke, 1901, 2 volums),
- Gluck und die Oper (Berlín, 1862),
- Ueber Malerei in der Tonkunst (Berlín, 1828),
- Ueber die Geltung Hàndelscher Sologesänge für unsre Zeit (Berlín, 1828),
- Die Musik des 19, Jahrkunderst und ihre Pflege (Leipzig, 1855),
- Vollstàndige Chorschule (Leipzig, 1860),
- Anleitung für Vortrag Beethovenscher Klavierverke (Leipzig, 1863),
- Erinnerungen (2 volums, Berlín, 1865),

Després de la seva mort es publicà.
- Das Idela und Bàtely, de Goethe,
- Mose, oratori),
- Johannes der Tafer, oratori),
- La música del Jery und Bàtely, de Goethe,
- Jery und Bàtely, òpera,
- Die Rache wartet, òpera,

I algunes composicions vocals i instruments no assoliren un èxit de gaire durada.